# Siam Shade
Siam Shade (estilizado como SIAM SHADE) foi uma banda japonesa de rock formada em 1991 em Tóquio. Obtiveram popularidade relativa, até o encerramento de suas atividades em 2002, fazendo ainda shows ocasionalmente. A banda é mais conhecida pela canção "1/3 no Junjō na Kanjō", tema de encerramento do anime Samurai X.

## Carreira
A banda foi formada em 1991 por Natin e Hideki, dois amigos de escola com afinidade musical. Em 1992 conheceram o guitarrista Kazuma, a quem convidaram para se juntar a banda. Ataru, um baterista da cidade, completou a formação do grupo, que começou a se apresentar em pequenos clubes. Pouco tempo depois, Hideki convocou seu amigo de formatura Daita para assumir as guitarras solos. A qualidade da banda começou a chamar a atenção de muitas pessoas, uma delas o vocalista do Luna Sea, Ryuichi. Impressionado pelo trabalho da banda ao vivo e na demo tape, Ryuichi convocou o quinteto para fazer uma turnê junto ao Luna Sea. No final de 1993, as duas bandas embarcaram juntos numa turnê de 3 meses.
Em 1994 a banda sofreu uma baixa, o baterista Ataru deixou a banda, sendo substituído por Junji; e assim o Siam Shade manteve essa formação até o fim da banda. No final daquele ano, o grupo relançou sua demo tape para uma audiência maior, deixando de ser independente um ano depois ao assinar um contrato com a Sony Music Entertainment Japan. Lançaram seu segundo álbum (e primeiro como Major) Siam Shade II, que continha dois singles: "Rain" e "Time's". O som da banda recebia influência de bandas de Hard Rock, como Guns N' Roses, Mötley Crüe,  Skid Row, Kiss, Aerosmith e outras bandas como Dream Theater; que segundo os próprios integrantes eram sua maior inspiração. [carece de fontes?]
Em 1996 lançaram seu terceiro álbum, Siam Shade III, que foi melhor produzido. As influências agora eram mais visíveis. Seu visual também mudara, deixaram de lado o Visual Kei, concentrando-se apenas na música.
O sucesso veio quando lançaram o single "1/3 no Junjou na Kanjou" e então fizeram sucesso no Japão, e consequentemente ganharam mais conhecimento fora do país, pois este fizera parte do encerramento do anime de grande sucesso "Rurouni Kenshin". A banda então se bem sucedia no Japão.
Em 1998 lançam o álbum Siam Shade V, contendo os singles; "Dreams", "Glacial Love" e "Never End". 
No ano de 2000, lançam seu último álbum de inéditas, Siam Shade VI. Com um repertório mais Hard, trazia músicas mais agressivas. Os singles "Kumori Nochi Hare", "Black", "1999" e "Setsunasa Yori mo Tooku he" não obtiveram vendas expressivas.
Ainda em 2000, lançam o álbum Siam Shade VII, com versões em inglês de algumas de suas músicas. Em dezembro 2001, a banda realizou seu maior show, o Legend of Sanctuary, no Nippon Budokan, que segundo os próprios era sua maior meta desde a formação da banda. E tempos depois anunciaram que, após sua turnê daquele ano, iriam encerrar suas atividades. Seu último concerto ocorreu também no Nippon Budokan.
No ano de 2002 lançaram duas compilações, Siam Shade VIII B-Side Collection, com músicas que não entraram em nenhum cd e Siam Shade IX A-Side Collection, com todos os singles e as inéditas "Life", "Love", "Adrenalin" "Over the Rainbow" e "Get Out".
Mesmo depois de separados, lançaram outras coletâneas para os fãs da banda. E cada um segue seus projetos solo.
Em 18 de novembro de 2007 a banda anunciou se reagrupou para um show no Nippon Buodkan em homenagem ao seu produtor que viera a falecer em abril do mesmo ano. Alguns outros shows foram realizados em 2011, 2012, 2013 e 2015.

## Legado
Em uma pesquisa conduzida pelo website Barks, perguntando a 100 bandas visual kei qual grupo mais os inspirou, Siam Shade ficou em sétimo lugar.  O trabalho de Daita na canção "Triptych" foi nomeado o 83° melhor instrumental de guitarra pela Young Guitar Magazine em 2019.

## Membros
- Hideki "Chack" Imamura (今村栄喜, Imamura Hideki) – vocais (1991–2002, 2007, 2011, 2013, 2015–2016)
- Yasushi "Natin/Natchin" Nakagawa (中川泰, Nakagawa Yasushi) – baixo, vocais de apoio (1991–2002, 2007, 2011, 2013, 2015–2016)
- Kazuma Endou (遠藤一馬, Endou Kazuma) – guitarra rítmica (1992–2002, 2007, 2011, 2013, 2015–2016)
- Daita Ito (伊藤大太, Itou Daita) – guitarra solo, vocais de apoio (1993–2002, 2007, 2011, 2013, 2015–2016)
- Jun-ji Sakuma (佐久間淳士, Sakuma Junji) – bateria (1994–2002, 2007, 2011, 2013, 2015–2016)

Ex membros
- Ataru – guitarra (1991–1993)
- Ozz... – bateria
- A – bateria (1992–1994)

## Discografia

### Álbuns de estúdio
| Título               | Lançamento             | Posição na Oricon |
| -------------------- | ---------------------- | ----------------- |
| Siam Shade           | 10 de dezembro de 1994 | 2 (independente)  |
| Siam Shade II        | 11 de novembro de 1995 | 27                |
| Siam Shade III       | 2 de outubro de 1996   | 20                |
| Siam Shade IV - Zero | 21 de janeiro de 1998  | 3                 |
| Siam Shade V         | 2 de dezembro de 1998  | 6                 |
| Siam Shade VI        | 26 de julho de 2000    | 8                 |

### Compilações
| Título                                      | Lançamento  | Posição na Oricon |
| ------------------------------------------- | ----------- | ----------------- |
| Siam Shade VII                              | 29/Nov/2000 | 23                |
| Siam Shade VIII B-Side Collection           | 30/Jan/2001 | 17                |
| Siam Shade IX A-Side Collection             | 06/Mar/2002 | 20                |
| Siam Shade X - The Perfect Collection       | 27/Nov/2002 | 98                |
| Siam Shade XI Complete Best ~Heart Of Rock~ | 26/Set/2007 | 26                |
| Siam Shade XII ~The Best Live Collection~   | 27/Out/2010 | 23                |
| Siam Shade Spirits 1993                     | 14/Abr/2012 | -                 |

### Tributo
| Título             | Lançamento  |
| ------------------ | ----------- |
| Siam Shade Tribute | 27/Out/2010 |